# Стрелецкое (Красногвардейский район)

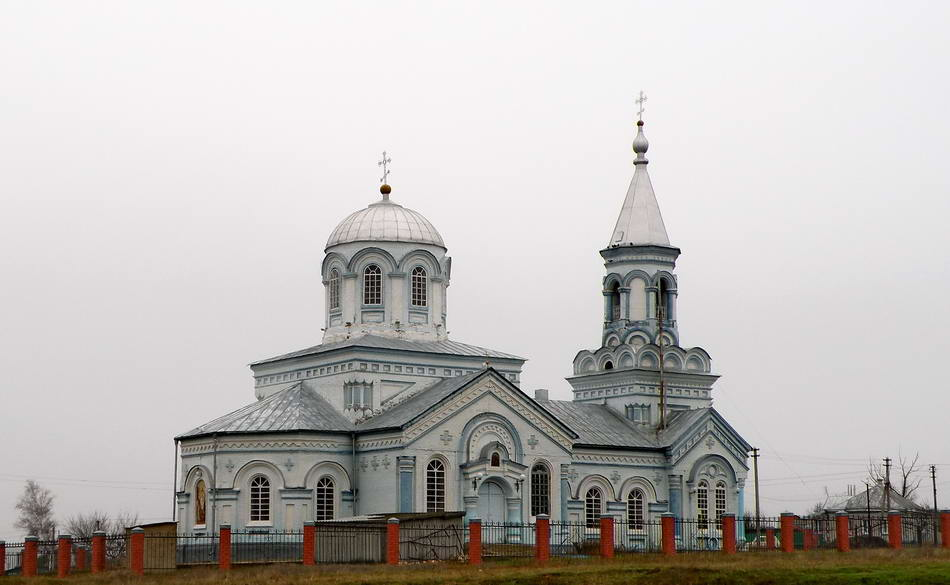
Церковь в Стрелецком

Стреле́цкое — село Красногвардейского района Белгородской области. Входит в Стрелецкое сельское поселение.

## География
Село расположено на впадении реки Усерд в Тихую Сосну, в западной части граничит с чертой города Бирюч.

## История
Известно, что это одно из первых поселений Белгородской засечной черты. Было основано вблизи города-крепости Усерд в 1637 году на месте старого городища. До этого было заселено, имело постоянное местное население. Территориально было в составе Хазарского каганата, и, не исключено, что было важнейшим местом на границе с  Домонгольской Русью.  Через местность проходила одна из трёх дорог Крымцев — Кальмиусская сакма. Именно отсюда в 1679 году была направлена на юг новопостроенная Изюмская черта, ликвидировавшая угрозу нападения кочевников-работорговцев.
Первым воеводой и строителем города-крепости был боярин Бутурлин. Крепость была построена на месте древних укреплений, в форме кольца, а не прямоугольника. 
В Белгородском районе также есть село Стрелецкое, возникшее на месте другого города-крепости Белгородской черты — Болховца.
Престольный праздник — «Правая среда» (диалект. ходить у правую середу). Он отмечается в среду через три недели после православной Пасхи.

## Легенды села
Существует местная легенда, что перед строительством города-крепости Усерда под воду ушел монастырь с его обитателями, а на том месте появился родник. История местности не исследована научным сообществом и не подверглась надлежащему изучению.

## Население
| 1859 | 1897 | 2002 | 2010 |
| ---- | ---- | ---- | ---- |
| 709  | ↗891 | ↘724 | ↘690 |

## Развитие села
Главным событием, изменившем облик села и определившем его развитие, стало строительство и открытие средней школы. В селе, не так давно пережившем немецкую оккупацию,  рядом с землянками и хатами — мазанками, крытыми камышом, в конце 1968 года появилось двухэтажное здание из силикатного кирпича. Заслуга в строительстве принадлежит директору школы Василенко Ивану Прокофьевичу, который получил согласие и поддержку властей, а также разрешение на получение помощи от колхоза. Вакансии учителей были заполнены молодыми выпускниками педвузов и педучилищ. Сельские школьники смогли получить доступ к качественному обучению, которое позволило многим из них продолжить своё образование и получить профессии, необходимые для народного хозяйства. 
В настоящее время численность населения села меньше, чем в начале прошлого века. Молодежь в основном покидает населенный пункт. Нет экономической базы и перспективы развития территории.